# Mozart Camargo Guarnieri

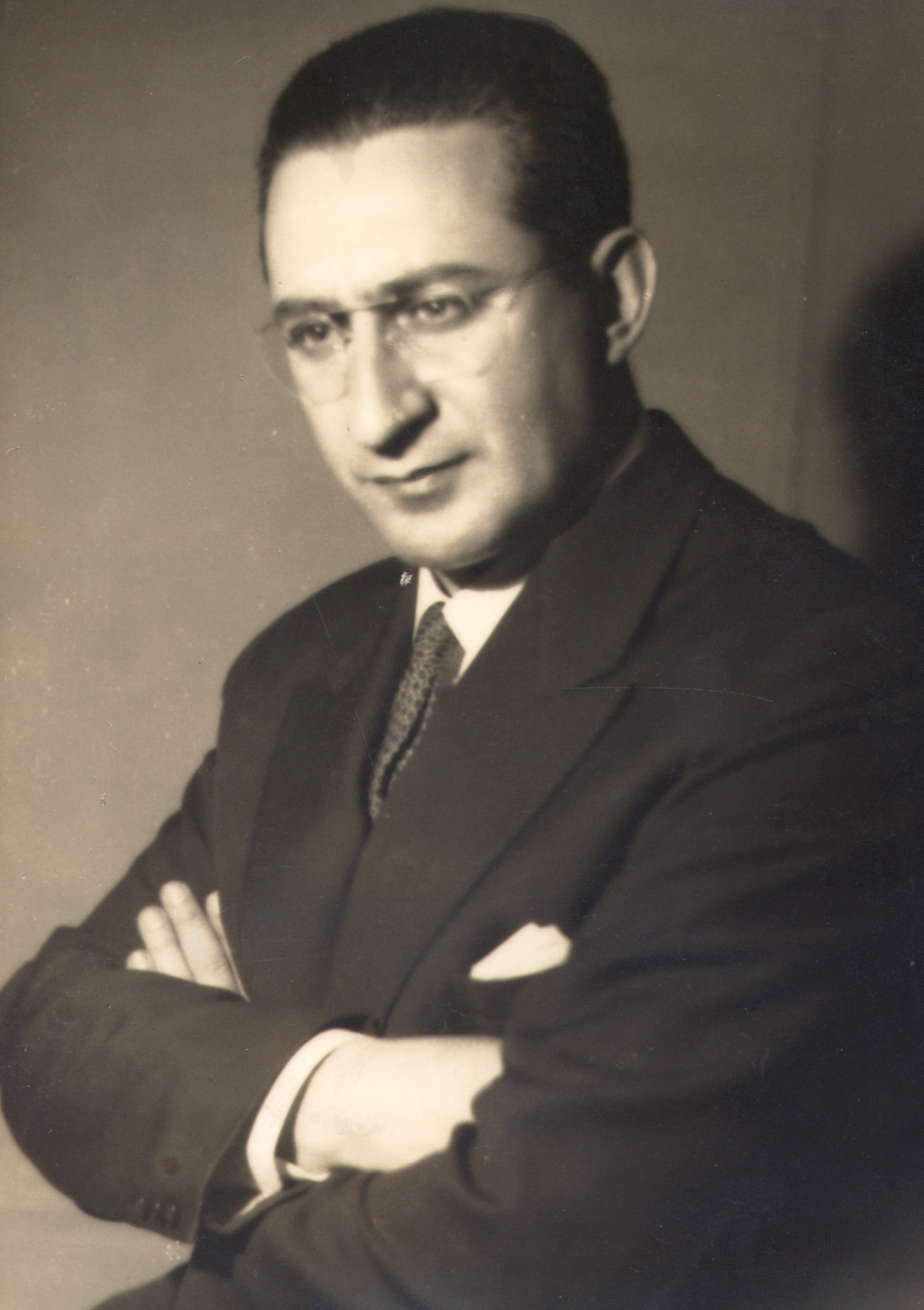

Mozart Camargo Guarnieri (* 1. Februar 1907 in Tietê; † 13. Januar 1993 in São Paulo) war ein brasilianischer Komponist.

## Leben
Der Sohn eines italienischen Einwanderers hatte ersten Klavierunterricht im Alter von zehn Jahren bei Virgínio Dias. 1923 kam er nach São Paulo, wo er das Conservatório Dramático e Musical de São Paulo besuchte, seine Klavierausbildung bei Antônio de Sá Pereira und Ernani Braga fortsetzte und Komposition und Dirigieren bei Lamberto Baldi studierte.
1928 lernte Guarnieri Mário de Andrade kennen, der sein weiteres Schaffen entscheidend prägte, indem er ihn mit der brasilianischen Folklore bekannt machte. 1938 gewann er als Auszeichnung für sein Werk Flor de Tremembé eine Studienreise nach Paris. Dort studierte er Kontrapunkt, Komposition und Musikästhetik bei Charles Koechlin, Orchesterleitung bei Franz Rühlmann und war Schüler von Nadia Boulanger.
In den 1940er Jahren hielt sich Guarnieri mehrfach in den USA auf, wo er seine Werke aufführte. 1950 veröffentlichte er die Carta Aberta aos Músicos e Críticos do Brasil (Offener Brief an die Musiker und Kritiker Brasiliens), in der er sich kritisch mit der von Hans-Joachim Koellreutter und der Gruppe Musica viva vertretenen Zwölftontechnik auseinandersetzte und eine tiefgreifende Diskussion in der brasilianischen Kulturszene auslöste.
Seit 1945 war Guarnieri Mitglied der Academia Brasileira de Música. 1960 wurde er Direktor des Conservatório Dramático e Musical in São Paulo. Daneben unterrichtete er an der Universität von São Paulo, wo er 1975 das Hochschulorchester gründete. Zu seinen Schülern zählten u. a. Osvaldo Lacerda und Almeida Prado.
1992 wurde er von der Organisation Amerikanischer Staaten mit dem Gabriela-Mistral-Preis ausgezeichnet und erhielt den Titel „Größter zeitgenössischer Komponist der drei Amerikas“.

## Werke
- Sonho de Artista für Klavier, 1918
- Dança Brasileira für Klavier, 1928
- Canção Sertaneja für Klavier, 1928
- Lembrança de Lozango Cáqui
- Toada do Pai do Mato
- Sai Aruê
- A Serra da Rola Moça
- Pedro Malasarte, Oper, 1932
- Choro Torturado
- Dança Selvagem
- Etüden 1–20 für Klavier
- Ponteios 1–50 für Klavier, 1931–58
- Sonatines 1–8 für Klavier
- Klaviersonate
- Dança Negra für Klavier, 1946
- Toccata
- Sonata para Violino 1–7
- Sonata para Celo
- Quartetos de Cordas
- Angústia für Streichquartett
- Toada à Moda Paulista
- Abertura Concertante
- Sinfonia 1–7
- Concerto para piano e orquestra 1–6
- Curuça für großes Orchester, 1930
- Flor do Tremembé für Kammerorchester, 1937
- Encantamento, 1942
- Composição n°1 für Violine und Orchester, 1942
- Abertura Concertante
- Missa Dilígite
- Seca, Kantate für Sopran, gemischten Chor und Orchester
- Um Homem só, Oper, 1960